# Au diable la misère
Pour plus de détails, voir Fiche technique et Distribution.
Au diable la misère (titre original : Abbasso la miseria!) est un film italien réalisé par Gennaro Righelli et sorti en 1945. Le film est suivi d'un second volet, Au diable la richesse.

## Synopsis
À Rome, au lendemain de la Guerre, Nannina, lassée par l'excès de misère, rêve de bien-être matériel. Elle reproche à son mari, Giovanni Straselli, chauffeur de camion, de ne pas avoir le flair et la débrouillardise de son ami, Gaetano Schioppa, voyageur d'affaires, qui a su s'enrichir grâce au marché noir. Lors d'un déplacement à Naples, Giovanni prend sous son aile Nello, un enfant orphelin de mère et abandonné. En dépit des récriminations de Nannina, Giovanni l'héberge chez eux. Un jour, Giovanni et Gaetano se retrouvent impliqués dans un trafic de fausse monnaie. Ils sont alors écroués et, de ce fait, licenciés. Par ailleurs, le père de Nello vient d'être retrouvé. C'est le cœur serré que Nannina et Giovanni (finalement libéré) acceptent de se séparer de l'enfant qu'ils avaient provisoirement adopté. Reconnaissant et magnanime, le père de Nello, propriétaire d'une entreprise dans le Nord, offre un emploi à Giovanni.

## Fiche technique
- Titre du film : Au diable la misère
- Titre original : Abbasso la miseria!
- Réalisation : Gennaro Righelli
- Scénario : Nicola Fausto Neroni, G. Righelli, Mario Monicelli
- Photographie : Rodolfo Lombardi (it)
- Montage : Duilio Lucarelli
- Musique : Umberto Mancini (it)
- Décors : Gino Brosio
- Production : Lux Film, Domus Film
- Pays d'origine :  Royaume d'Italie
- Genre : Comédie dramatique
- Durée : 90 minutes
- Format : Noir et blanc - 1, 37 : 1
- Date de sortie :
  - Royaume d'Italie : 27 décembre 1945

## Distribution
- Anna Magnani : Nannina
- Nino Besozzi : Giovanni Straselli
- Virgilio Riento : Gaetano Schioppa
- Marisa Vernati : Caterina Schioppa
- Vito Chiari : Nello Esposito
- Sandro Ruffini : Porzio Ray
- Giuseppe Pierozzi : Giorgio
- Lauro Gazzolo : Commandatore Trombette

## Autour du film
Si Abbasso la miseria, réalisé par le vétéran Gennaro Righelli — l'auteur du premier film sonore italien, La canzone dell'amore —, dresse un tableau juste de la situation sociale d'après-guerre en Italie, il n'en épouse pourtant pas l'éthique néo-réaliste ; il s'agit plutôt d'une « comédie typique de l'après-guerre, avec un goût, tout à la fois, amer et sucré » qui « décrit avec beaucoup de pénétration l'art local de la débrouille (arte di arrangiarsi) ». Le film a, d'autre part, le mérite de la vérité linguistique : les dialogues ne prohibent plus, comme sous le fascisme, l'usage des dialectes régionaux. En somme, un film entre deux époques, usant des conventions du cinéma des téléphones blancs et dans lequel, en revanche, « le spectateur est projeté dans un décor composé de destructions matérielles, mais où la misère morale domine plus encore ; c'est un film joyeux de l'Italie qui pleure, mais également le film maussade de l'Italie qui rit ».